# Reprezentacja Izraela w piłce siatkowej mężczyzn
Reprezentacja Izraela w piłce siatkowej mężczyzn – narodowa reprezentacja tego kraju, reprezentująca go na arenie międzynarodowej. Nie odniosła do tej pory żadnych sukcesów na arenie międzynarodowej. Od 2016 do 2019 trenerem tej reprezentacji był Grzegorz Ryś.

## Rozgrywki międzynarodowe
Mistrzostwa świata:
- 1952 – 10. miejsce
- 1956 – 16. miejsce
- 1962 – 15. miejsce
- 1970 – 19. miejsce

Mistrzostwa Europy:
- 1951 – 10. miejsce
- 1967 – 11. miejsce
- 1971 – 12. miejsce
- 2023 – 18. miejsce

Liga Europejska:
- 2012 – 6. miejsce
- 2013 – 10. miejsce
- 2015 – 12. miejsce
- 2017 – 7. miejsce

Srebrna:
- 2021 – 6. miejsce
- 2024 –  1. miejsce

Złota:
- 2025 –  3. miejsce[2]